# Bernat Samsó
Bernat Samsó (segle xv) intervingué en la capitulació de Pedralbes a la guerra civil contra Joan II (1472). D'altres fonts indiquen com a més probable que es tracti de fra Miquel Samsó, abat de Sant Salvador de Breda i el trentaunè president de la Generalitat de Catalunya el 1470.